# Хюинь Тхи Тхань Тхюи
Хюинь Тхи Тхань Тхюи (вьет. Huỳnh Thị Thanh Thủy, род. 1 июля 2002, Дананг) — вьетнамская модель, обладательница титула «Мисс интернешнл 2024».

## Биография
Тхань Тхюи родилась в Дананге. На момент получения титула она изучала английский язык в университете иностранных языков, входящем в структуру Университета Дананга, а также училась по программе «Гринвич Вьетнам», совместному проекту Университета FPT и Университета Гринвича.

## Конкурсы красоты
23 декабря 2022 года Тхань Тхюи представляла Дананг на конкурсе «Мисс Вьетнам 2022» и соревновалась с 58 другими кандидатками на крытом стадионе Фу Тхо в Хошимине, где она выиграла национальный титул.
12 ноября 2024 года Тхань Тхюи представляла Вьетнам на конкурсе «Мисс интернешнл 2024» и соревновалась с 71 другими кандидатками в мэрии Tokyo Dome в Токио, Япония. По итогам мероприятия Тхань Тхюи стала первой вьетнамской женщиной, завоевавшей титул Мисс интернешнл.